# Championnats du monde de karaté 1975
Navigation
Édition précédente Édition suivante
Les championnats du monde de karaté 1975 ont eu lieu à Long Beach, en Californie, en 1975. Il s'agissait de la troisième édition des championnats du monde de karaté senior. Au total, 300 karatékas provenant de trente pays du monde ont participé aux deux épreuves au programme.

## Résultats

### Épreuve individuelle
| Rang | Pays                   | Karatéka          |
| ---- | ---------------------- | ----------------- |
| 1    | Japon                  | Kazusada Murakami |
| 2    | Japon                  | J. Hamaguchi      |
| 3    | République dominicaine | P. Antonio Rivera |

### Épreuve par équipes
| Rang | Pays        | Karatékas                                                                                                |
| ---- | ----------- | --- |
| 1    | Royaume-Uni | Hamish Adamy, Eugene Codrington, Gene Dunett, Brian Fitkin, William Higgins, Terry O'Neill et Bob Rhodes |
| 2    | Japon       | J. Hamaguchi, Kazusada Murakami, Yoshikazu Ono, Tsuchiya, Yonimitsu                                      |
| 3    | Pays-Bas    | |
| 4    | Philippines | |

## Tableau des médailles
Au total, six médailles ont été distribuées. Quatre pays en ont remporté au moins une. C'est le Japon qui s'impose au tableau des médailles en obtenant la moitié des médailles en jeu.
| Tableau des médailles |                        |    |        |        |       |
| Rang                  | Pays                   | Or | Argent | Bronze | Total |
| 1                     | Japon                  | 1  | 2      | 0      | 3     |
| 2                     | Royaume-Uni            | 1  | 0      | 0      | 1     |
| 3                     | Pays-Bas               | 0  | 0      | 1      | 1     |
| 3                     | République dominicaine | 0  | 0      | 1      | 1     |